# AlphaGo Zero
AlphaGo Zero是Google DeepMind圍棋軟體AlphaGo的最新版。2017年10月19日，AlphaGo团队在《自然》上发表文章介绍了AlphaGo Zero，文中指出此版本不採用人类玩家的棋譜，且比之前的所有版本都要强大。通过自我对弈，AlphaGo Zero在三天内以100比0的戰績战胜了AlphaGo Lee，花了21天达到AlphaGo Master的水平，用40天超越了所有旧版本。DeepMind联合创始人兼CEO杰米斯·哈萨比斯说，AlphaGo Zero不再受限于人类认知，很强大。由于专家数据「經常很贵、不可靠或是無法取得」，不借助人类专家的数据集训练人工智能，对于人工智能开发超人技能具有重大意义，因為這樣的AI不是學習人，是透過對自我的反思和獨有的創造力直接超越人類。文章作者之一大卫·席尔瓦表示，摒弃向人类学习的需求，这有可能是对现有人工智能算法的拓展。

## 训练
AlphaGo Zero神经網路使用TensorFlow在64个GPU和19个CPU参数服务器训练，推理的TPU只有四个。神经網路最初除了规则，对围棋一无所知。AI进行“非监督式学习”，自己和自己对弈，直到能预测自己的每一手棋及其对棋局结果的影响。前三天，AlphaGo Zero连续自我对弈490万局。几天之内它就发展出击败人类顶尖棋手的技能，而早期的AlphaGo要达到同等水平需要数月的训练。为了比较，研究人员还用人类对局数据训练了另一版AlphaGo Zero，发现该版本学习更加迅速，但从长远来看，表现反而较差。

## 应用
哈萨比斯表示，AlphaGo的算法对需要智能搜索巨大概率空间的领域建树最大，如蛋白质折叠或精准模拟化学反应。对于很难模拟的领域，如学习如何开车，用处可能相对较低。

## 评价
普遍认为，AlphaGo Zero是一次巨大的进步，即便是和它的开山鼻祖AlphaGo作比较时。艾伦人工智能研究院的奥伦·伊奇奥尼表示，AlphaGo Zero是“非常令人印象深刻的技术成果”，“不管是在他们实现目标的能力上，还是他们花40天时间用四个TPU训练这套系统的能力”。《卫报》称AlphaGo Zero是“人工智能的大突破”，援引谢菲尔德大学的伊莱尼·瓦希莱基（Eleni Vasilaki）和卡内基梅隆大学的汤姆·米切尔（Tom Mitchell），两人分别说它是令人印象深刻的成就和“突出的工程成就”。悉尼大学的马克·佩斯说AlphaGo Zero是“巨大的技术进展”，带领我们进入“未至之地”。
然而，纽约大学心理学家盖瑞·马库斯对我们目前所知的则表示谨慎，AlphaGo或许包括“程序员如何建造一台解决围棋等问题的机器的隐晦知识”，在确保它的基础结构比玩围棋时更有效率之前，它需要在其他的领域受检测。相反，DeepMind“自信这种方法可以归纳至更多的领域中”。
韩国职业围棋选手李世乭回应称：“之前的AlphaGo并不完美，我认为这就是为什么要把AlphaGo Zero造出来”。至于AlphaGo的发展潜力，李世乭表示他必须要静观其变，但同时表示它会影响年轻的棋手。韩国国家围棋队教练睦镇硕表示，围棋界已经模仿到之前AlphaGo各个版本的下棋风格，从中创造新的思路，他希望AlphaGo Zero能带来新的思路。睦镇硕补充道，棋界的大趋势如今被AlphaGo的下棋风格影响。“最初，我们很难理解，我差不多认为我在跟外星人打比赛。然而，有过这么次的体会，我已经适应它了。”他说。“我们现在错过了辩论AlphaGo与人类之间的能力差距的点。现在讲的是计算机间的差距。”据称，他已经开始和国家队棋手分析AlphaGo Zero的比赛风格：“虽然只看了几场比赛，但我们的印象是，AlphaGo Zero和他的前者相比，下棋更像人类。”中国职业棋手柯洁在他的微博上表示：“一个纯净、纯粹自我学习的AlphaGo是最强的……对于AlphaGo的自我进步来讲……人类太多余了。”

## 历史版本比较
| 版本           | 硬件               | 等级分 | 赛况                                                                                  |
| -------------- | ------------------ | ------ | ------------------------------------------------------------------------------------- |
| AlphaGo Fan    | 176个GPU、分布式   | 3144   | 5：0 对阵 樊麾                                                                        |
| AlphaGo Lee    | 48个TPU、分布式    | 3739   | 4：1 对阵 李世乭                                                                      |
| AlphaGo Master | 4个第二代TPU、单机 | 4858   | 网棋 60:0 对阵 44位职业棋手 中国乌镇围棋峰会 3:0 对阵 柯洁；1:0 对阵 五位顶尖棋手联队 |
| AlphaGo Zero   | 4个第二代TPU、单机 | 5185   | 100：0 对阵AlphaGo Lee 89：11 对阵AlphaGo Master                                      |

## 外部連結
- AlphaGo blog（页面存档备份，存于）
- Nature news on AlphaGo Zero（页面存档备份，存于）
- Full nature article on AlphaGo ZeroArchive.today的存檔，存档日期2018-01-03
- AlphaGo Zero Games（页面存档备份，存于）
- AMA on Reddit（页面存档备份，存于）